# Baikiaea suzannae
Baikiaea suzannae là một loài thực vật có hoa trong họ Đậu. Loài này được Ghesq. miêu tả khoa học đầu tiên.